# Max Schippel
Max Schippel (6. prosince 1859 Saská Kamenice – 6. června 1928 Drážďany) byl německý sociální demokrat (SPD), redaktor, žurnalista, a vysokoškolský učitel. Ze stranického pohledu byl revizionistou.

## Život
Schippel pocházel z měšťanské rodiny. Jeho otec byl ředitelem školy. Tíhnul k evangelismu. Mezi léty 1869 a 1877 navštěvoval reálnou školu v Saské Kamenici. Filozofii a státní hospodářství studoval v Lipsku, Basileji a Berlíně. Dle idejí Johanna Karla Rodbertuse sepsal větší práci s titulem Das moderne Elend und die moderne Ueberbevölkerung, která bylo zveřejněna knize Mortize Wirtha. Jednalo se o první pojednání přiklánějící se ze socialistického pohledu s ekonomickými argumenty proti koloniím. Dílo bylo vydáno roku 1888, avšak kvůli cenzuře bylo zakázáno. Jeho dalším vzorem, ke kterému vedle Rodbertuse vzhlížel, byl Albert Schäffle. Přestěhoval do Berlína, kde byl do roku 1884 žákem ekonoma Adolpha Wagnera.
Mezi léty 1886 a 1887 byl redaktorem Berliner Volksblatt a v roce 1887 dokonce vydavatelem Berliner Volkstribüne. Roku 1890 byl aktivní u deníku Neue Zeit a v letech 1894–1895 byl redaktorem týdeníku Der Sozialdemokrat. V měsíčníku Sozialistische Monatshefte vydal celkově na 340 článků. Z počátku publikoval pod pseudonymem Isegrim. Od roku 1909 byl evidován jako individuální spisovatel.
Od února 1890 do listopadu 1905 byl členem parlamentu Německého císařství za volební okrsek Sasko. Po skončení 13. volební periodě odstoupil ze své pozice.
V letech 1911 až 1919 řídil oddělení sociální politiky při generální komisi německých odborů, kde byl také archivářem. Od 1. ledna 1923 až do své smrti vyučoval na Technické univerzitě v Drážďanech státovědu a sociální politiku. Byl také ředitelem oddělení pro státní hospodářství. Max Schippel zemřel na následky operace 6. června 1928. Ke zpopelnění těla došlo 9. června 1928. Je pochován na městském hřbitově Tolkewitz v Drážďanech.

## Publikace
- 1890: Die Gewerkschaften, ihr Nutzen und ihre Bedeutung für die Arbeiterbewegung
- 1890: Die deutschen Arbeiter und das Gewerbegerichts-Gesetz
- 1891: Technisch-wirthschaftliche Revolutionen der Gegenwart: Nach D. A. Wells' "Recent Economic Changes"
- 1891: Die deutsche Zuckerindustrie und ihre Subventionirten: ein Beitrag zur Landagitation
- 1896: Die Währungs-Frage und die Sozialdemokratie: eine gemeinfaßliche Darstellung der währungspolitischen Zustände und Kämpfe
- 1902: Grundzüge der Handelspolitik
- 1902: Sozialdemokratisches Reichstags-Handbuch: ein Führer durch die Zeit- und Streitfragen der Reichsgesetzgebung
- 1903: Zuckerproduktion und Zuckerprämien bis zur Brüsseler Konvention 1902: Eine wirtschaftsgeschichtliche und handelspolitische Darstellung
- 1906: Amerika und die Handesvertragspolitik
- 1908: Hochkonjunktur und Wirtschaftskrisis
- 1917: Die Praxis der Handelspolitik
- 1917: Monopolfrage und Arbeiterklasse
- 1920: Die Sozialisierungsbewegung in Sachsen